# Steve McCrory
Steve McCrory (* 13. April 1964 in Detroit; † 1. August 2000 ebenda) war ein US-amerikanischer Boxer, der 1984 Olympiasieger im Fliegengewicht wurde. Er ist der Bruder des früheren WBC-Weltmeisters im Weltergewicht, Milton McCrory.

## Amateur
McCrory gewann 1983 bei den Panamerikanischen Spielen in Caracas die Bronzemedaille.
Ein Jahr später nahm er an den Olympischen Spielen 1984 in Los Angeles teil und wurde Olympiasieger. Er schlug im Finale nicht unumstritten Redzep Redzepovski aus Jugoslawien, der Jeff Fenech im Viertelfinale besiegt hatte.

## Profi
Unmittelbar im Anschluss wurde er unter Emanuel Steward Profi. Mit elf Siegen und einem Unentschieden forderte er am 18. Juli 1986 Jeff Fenech für den IBF-Gürtel im Bantamgewicht heraus, war aber chancenlos und verlor den einseitigen Kampf durch technischen KO in der vierzehnten Runde. Es war sein einziger bedeutender Titelkampf in einer enttäuschenden Profikarriere, die bis 1991 andauerte.